# Expertum
Die Expertum Holding (Eigenschreibweise expertum Holding) ist ein deutschlandweit tätiger Personaldienstleister mit über 40 Standorten, der sich auf die Rekrutierung von Fach- und Führungskräften für Industrieunternehmen spezialisiert hat. Zu den Dienstleistungen gehören in erster Linie die Arbeitnehmerüberlassung und die Personalvermittlung. Zudem unterstützt das stetig wachsende Geschäftsfeld der Personalberatung bei der Besetzung von hochqualifiziertem Personal. Der konstante Fokus auf die Industriebranchen ist auf den Anlagenbauer Voith zurückzuführen. Das ehemalige Voith-Tochterunternehmen DIW Service GmbH prägt bis heute Herkunft und Management der Unternehmensgruppe.

## Branchen und Dienstleistungen
Der Kundenfokus der Expertum liegt auf mittelständischen bis großen Industrieunternehmen aus den Branchen Maschinen- und Anlagenbau, der Luftfahrt, der Chemieindustrie und dem Energiesektor. An diese vermittelt expertum Fach- und Führungskräfte aus technischen sowie kaufmännischen Berufen, vorwiegend im Rahmen der Arbeitnehmerüberlassung. Als Mitglied im Bundesarbeitgeberverband der Personaldienstleister (BAP) wendet expertum in der Arbeitnehmerüberlassung die BAP-Tarifverträge an und hat sich dem BAP-Verhaltenskodex verschrieben.

## Geschichte
Ihren Ursprung hat die Expertum in der 1987 gegründeten DIW Service GmbH, einer langjährigen Tochter des Voith-Konzerns und Personaldienstleistungsunternehmen für Fachkräfte aus dem Maschinenbau.
Im Jahr 2010 wurde das Unternehmen an DPE verkauft, um mit Hilfe von Private Equity weiter zu wachsen. Die in den Jahren 1999 und 2010 gegründete Pensum GmbH (später Sonesto GmbH) und DID schließen sich im Jahr 2011 mit der DIW zusammen. Seit 2013 firmiert die aus dem Zusammenschluss der Gesellschaften entstandene Unternehmensgruppe unter dem Namen expertum – Die Personalexperten.
Im Jahr 2015 wurde der auf die Industrie und kaufmännische Berufe spezialisierte Personaldienstleister Sempart in die Unternehmensgruppe eingegliedert. Anfang 2018 folgte der Zukauf des Personaldienstleisters B&B Personaldienste aus dem Rhein-Main-Gebiet. Im September 2018 übernahm das belgische Familienunternehmen ASAP HR Group 100 % der Anteile der expertum.

## Unternehmensstruktur
Seit dem 1. November 2011 führt Jörg Stehr als Vorsitzender der Geschäftsführung der expertum Holding GmbH die Unternehmensgruppe. Stehr war zuvor Geschäftsführer im Voith-Konzern, unter anderem bei der DIW Service GmbH. Diana Felgow sowie Stefan Burde, Senior Executive Director, und Frederik Gempfer, Director Finance, vervollständigen das vierköpfige Management-Team, das auch nach dem Kauf durch die ASAP HR Group unverändert fortbesteht.